# ناديا نادجورناجا
ناديا نادجورناجا (بالألمانية: Nadja Nadgornaja) مواليد 22 سبتمبر 1988 في كييف، هي لاعبة كرة يد ألمانية تلعب كظهير أيسر. مثلت منتخب ألمانيا لكرة اليد للسيدات.

## سجل المنافسة
شاركت في البطولات التالية:
- بطولة العالم لكرة اليد للسيدات 2011
- بطولة العالم لكرة اليد للسيدات 2013
- بطولة أوروبا لكرة اليد للسيدات 2012
- بطولة أوروبا لكرة اليد للسيدات 2014

## روابط خارجية
- ناديا نادجورناجا على موقع الاتحاد الأوروبي لكرة اليد (الإنجليزية)